# Сиберг, Фриц
Христиан Фридрих Вильгельм Генрих Сиберг (дат. Christian Friedrich Wilhelm Heinrich Syberg, известный как Фриц Сиберг (Fritz Syberg); 28 июля 1862, Фоборг — 20 декабря 1939, Кертеминне) — датский художник и иллюстратор, сооснователь датской колонии художников на острове Фюн (группа художники Фюна).

## Жизнь и творчество
Сиберг происходил из бедной семьи. Учился живописи в родном городке у Сирака Хансена, отца Петера Хансена, его будущего друга и коллеги-художника, также одного из основателей Фюнской группы художников. В 1882 году Сиберг поступает в Копенгагене в техническую школу, здесь также продолжает художественное обучение у Хольгера Грёнвольда. Весной 1884 года некоторое время учится в датской Королевской академии искусств, затем посещает в 1885—1891 годы «Свободную художественную студию» (Kunstnernes Frie Studieskoler), где берёт уроки у живописца Кристиана Сартмана. В 1899 году художник посещает Швецию, в 1902 — Германию, в 1905 году — Италию. Позднее — в 1908 году — Голландию и Париж, в 1910—1913 годы он живёт в Италии, в Пизе. В 1894 году Сиберг женится на сестре Петера Хансена Анне, также художнице, а после её смерти в 1914 году — на сестре Анны, Марии (в 1915 году). Сиберг — отец художника Эрнста Сиберга и композитора Франца Сиберга.
Сиберг, совместно с Йоханнесом Ларсеном, Петером Хансеном и Поулом С. Кристиансеном, принадлежит к группе первых «Фюнских художников», порвавших с традицией датского консервативного академизма и ведших свои творческие поиски в рамках нового тогда натурализма и реализма. Первоначально работы Сиберга носили сильное влияние его учителя К. Сартмана, в особенности в выборе своей цветовой гаммы, что наглядно выражено в его полотне «Смерть матери» (1892). После женитьбы на Анне Хансен картины свои художник пишет в более светлых тонах, в частности, свои пейзажи и 18 иллюстраций к «Истории матери» Ханса Кристиана Андерсена (1895—1898). Полотна, написанные масляными красками Ф.Сиберга на Фюне, — это преимущественно пейзажи острова Фюн, места, где живёт художник со своей семьёй, его сад и его дети.
Среди ранних произведений Сиберга немало акварелей, однако развил он эту технику для себя во время трёхлетнего пребывания со своей семьёй в Пизе. Здесь он выполнил серии акварелей, привезённых позднее в Данию. Благодаря вступлению в брак своей дочери Бесс Сиберг знакомится с молодыми датскими художниками, писавшими свои картины в модернистском стиле. Во второй половине 1910-х годов Сиберг, после увлечения акварельной живописью, вновь возвращается к работе масляными красками.

## Галерея

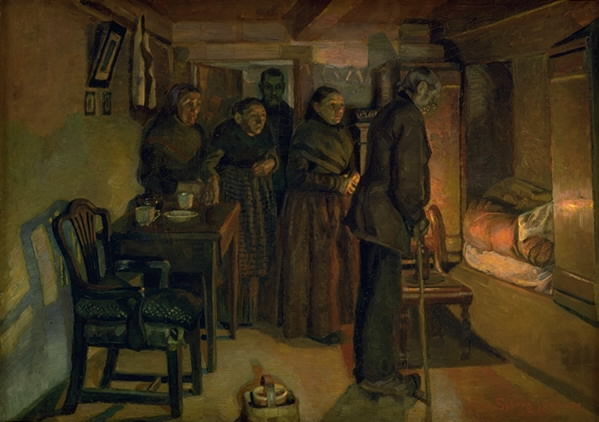
Смерть матери (1892)
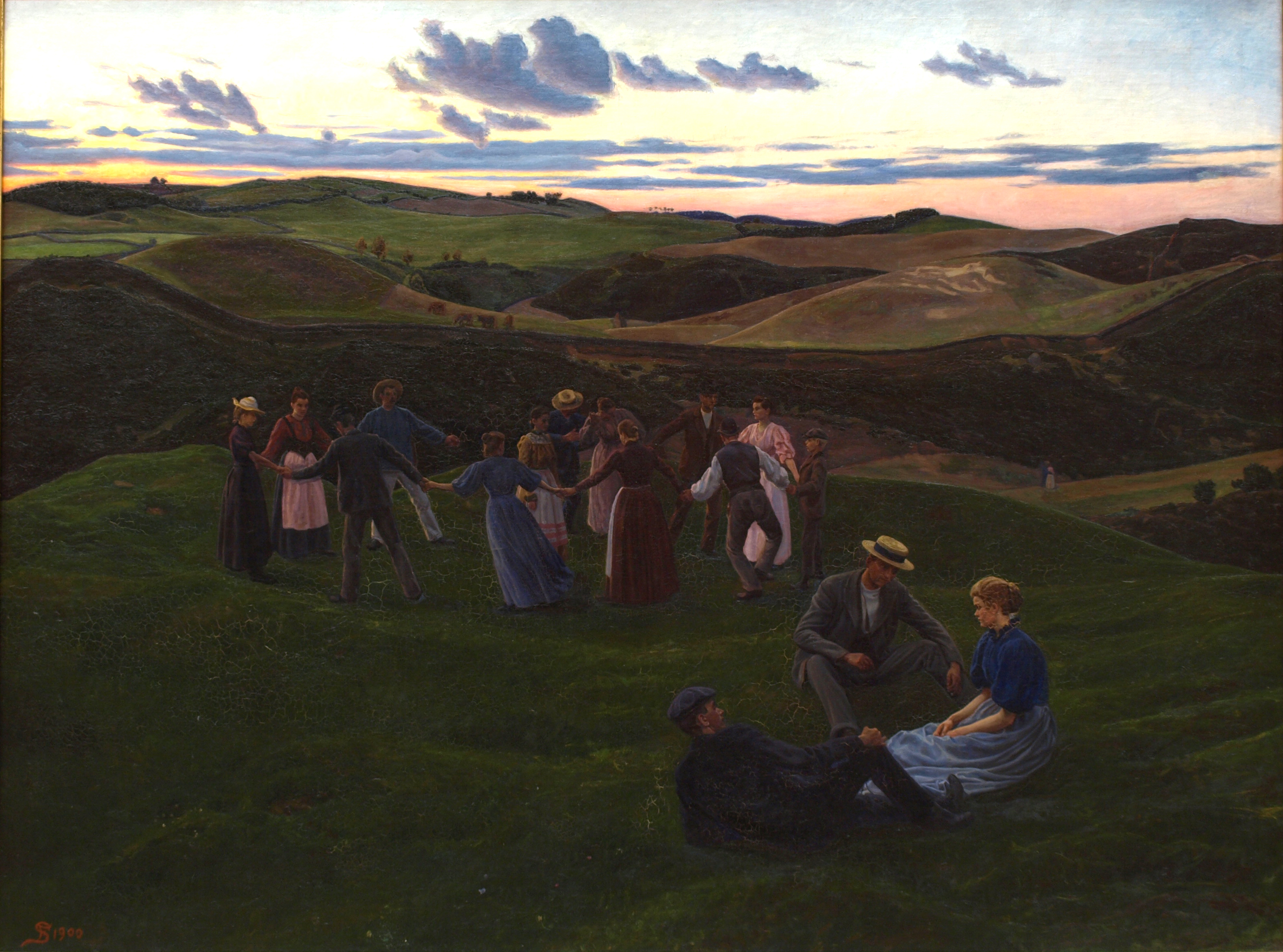
Вечерами на холмах Сваннинга (1900)
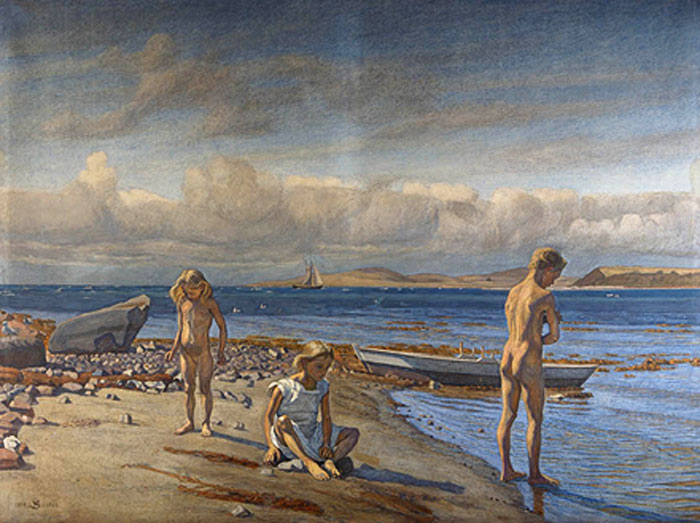
На берегу острова Фюн (1905)
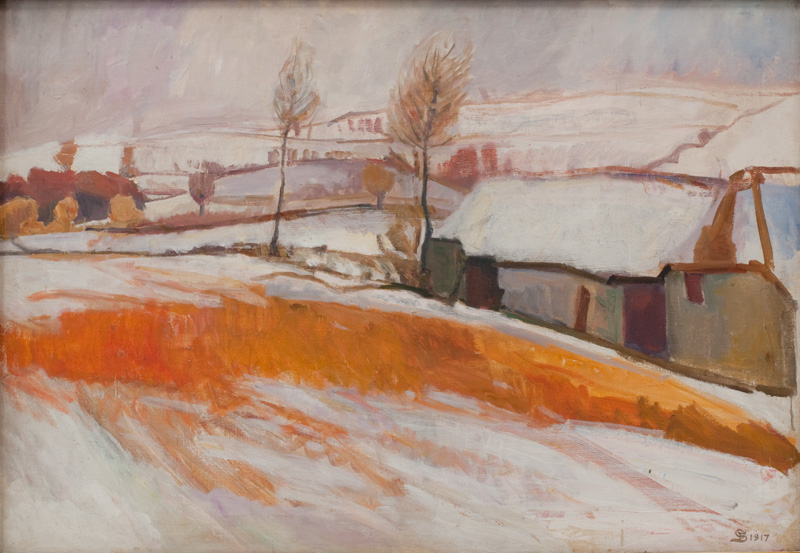
Зима (1917)
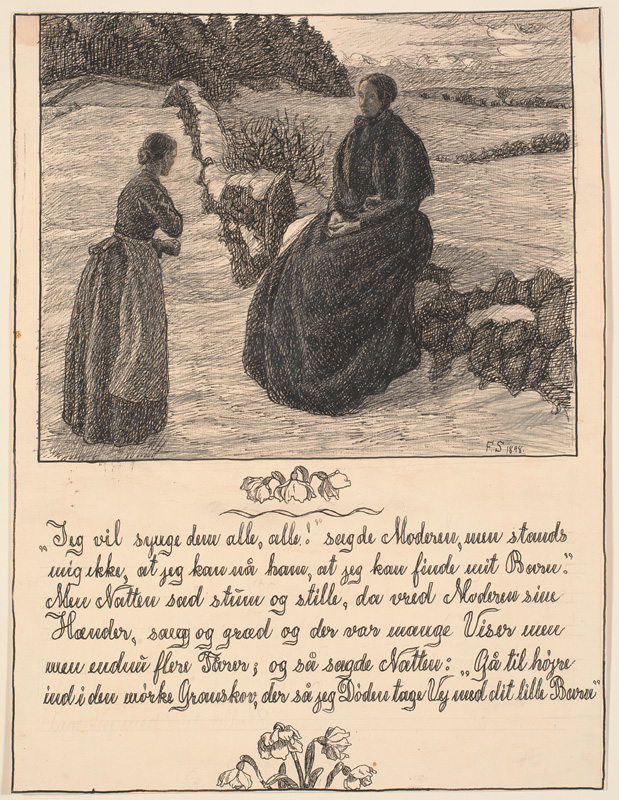
Иллюстрация к «Истории матери» Х. К. Андерсена (1898)

## Дополнения
- ArtNet: Работы Фрица Сиберга